# Verrières-en-Forez
Pour les articles homonymes, voir Verrières.
Verrières-en-Forez est une commune française située dans le département de la Loire en région Auvergne-Rhône-Alpes.
Ses habitants sont les Verriérois et les Verriéroises.

## Géographie

### Situation
Situé dans le canton de Montbrison, le village de Verrières-en-Forez est situé dans les montagnes foréziennes dites du « soir » (Massif central).
Le village a une moyenne d’altitude de 833 m. Le point le plus bas est à 540 mètres et le point le plus haut à 1272 mètres.

### Communes limitrophes
Les villages voisins sont Bard, Chazelles-sur-Lavieu, Gumières, Lérigneux, Essertines-en-Châtelneuf. La grande ville la plus proche est Saint-Étienne (environ 45 km).
|                           | Bard                 | Écotay-l'Olme |
| Saint-Anthème Puy-de-Dôme | Verrières-en-Forez   | Lézigneux     |
| Gumières                  | Chazelles-sur-Lavieu | Lavieu        |

### Climat
Pour des articles plus généraux, voir Climat d'Auvergne-Rhône-Alpes et Climat de la Loire.
En 2010, le climat de la commune est de type climat de montagne, selon une étude du Centre national de la recherche scientifique s'appuyant sur une série de données couvrant la période 1971-2000. En 2020, Météo-France publie une typologie des climats de la France métropolitaine dans laquelle la commune est exposée à un climat de montagne ou de marges de montagne et est dans la région climatique Nord-est du Massif Central, caractérisée par une pluviométrie annuelle de 800 à 1 200 mm, bien répartie dans l’année.
Pour la période 1971-2000, la température annuelle moyenne est de 8,9 °C, avec une amplitude thermique annuelle de 15,9 °C. Le cumul annuel moyen de précipitations est de 976 mm, avec 10,7 jours de précipitations en janvier et 7,7 jours en juillet. Pour la période 1991-2020, la température moyenne annuelle observée sur la station météorologique de Météo-France la plus proche, « Savigneux », sur la commune de Savigneux à 8 km à vol d'oiseau, est de 11,0 °C et le cumul annuel moyen de précipitations est de 665,4 mm,. Pour l'avenir, les paramètres climatiques de la commune estimés pour 2050 selon différents scénarios d'émission de gaz à effet de serre sont consultables sur un site dédié publié par Météo-France en novembre 2022.

## Urbanisme

### Typologie
Au 1er janvier 2024, Verrières-en-Forez est catégorisée commune rurale à habitat très dispersé, selon la nouvelle grille communale de densité à sept niveaux définie par l'Insee en 2022.
Elle est située hors unité urbaine. Par ailleurs la commune fait partie de l'aire d'attraction de Montbrison, dont elle est une commune de la couronne,. Cette aire, qui regroupe 27 communes, est catégorisée dans les aires de moins de 50 000 habitants,.

### Voies de communication et transports
Les gares les plus proches de Verrières-en-Forez se trouvent à Montbrison (7 km), Saint-Romain-le-Puy (9 km), Sury-le-Comtal (15 km), Boën-sur-Lignon (19 km),Montrond-les-Bains (21 km).

### Logement
Avec une superficie totale de 21,2 km2 et une population totale de 719 habitants (en 2020), la densité de population est de 34 habitants au km2.
En 2020, la commune comportait 409 logements dont 68,6 % sont des résidences principales, 21,1 % sont des résidences secondaires et des logements occasionnels et 10,3 % des logements vacants.
94,9 % sont des maisons et 4,9 % des appartements.
Parmi les résidences principales, 80 %, sont occupées par des propriétaires.

## Toponymie
L’origine du nom Verrières daterait IIIe siècle après J.C. Un camp romain aurait été installé entre 235 et 238 et commandé par « Vérrus ». Le nom du village découlerait du nom de ce commandeur.
Verrières se trouve sur une voie romaine reliant la plaine du Forez à l’auvergne.

## Histoire
Au Moyen Âge, la province de Forez est administrée par les comtes de Forez et dépendant de la baronnie d'Écotay.
Sur son territoire, se trouvent les fiefs de Beauvoir et du Soleillant.

### Le petit séminaire de Verrières
Pendant la Révolution française de 1789 une politique de persécution et déchristianisation sévit en France. La France manque alors de prêtres et de lieu de formation de ceux-ci.
Dans ce contexte l’abbé Perrier (prêtre réfractaire, condamné à mort, qu'on aidera à faire évader), est nommé curé du village de Verrières-en-Forez.
En 1803, il décide de se mettre à accueillir et de former des futurs prêtres (des séminaristes). Très vite les demandes d'accueillent et de formation affluent. En 1807 on compte 107 élèves séminaristes et 313 en 1809.
Grâce au don de 20 000 francs d'Antoinette Montet, pieuse catholique, maîtresse d'école et rebouteuse (métier de soigner, par des procédés empiriques, les foulures et les luxations), l’abbé Perrier parvient à acheter le château du Soleillant et une partie de son domaine et à installer le séminaire. Parmi les nombreux séminaristes passés par ce séminaire on retient notamment : saint Jean-Marie Vianney, saint Marcellin Champagnat et le vénérable Jean-Claude Colin.
Le 9 décembre 1905, est adopté la loi de séparation des Églises et de l'État stipule que « tous les établissements publics du culte » doivent être transférés à des associations cultuelles. Le petit séminaire de Verrières et son domaine sont repris par le département.
Le 15 décembre 1906 le petit séminaire de Verrières est fermé.
Par décret du président de la République du 20 décembre 1909, les bâtiments du petit séminaire sont attribués à la commune Verrières-en-Forez. Cependant la commune, endettée, est incapable de faire face aux dépenses d'entretien et de rénovation de ces bâtiments, décide de les vendre à des particuliers. Aujourd'hui, la quasi-totalité des bâtiments a été détruit. Il ne subsiste qu’un arc monumental, des murs de l’ancienne chapelle et un corps de bâtiment dans une propriété privée et le lycée professionnel du Haut-Forez,.

## Politique et administration
La commune de Verrières-en-Forez fait partie de la Communauté d'agglomérations Loire Forez Agglomération.

### Liste des maires de Verrières-en-Forez
L'organisation administrative de la France date de la Révolution française de 1789, lorsque l'assemblée constituante met en place l'administration municipale.
Suivant les régimes politiques de l'époque les maires furent élus par la population ou nommés par le préfet.
| Périodes                     | NOMS                      | Etiquette | Qualité                                                                       |
| ---------------------------- | ------------------------- | --------- | ----------------------------------------------------------------------------- |
| 1791 - ?                     | Jean Dumas des Clavelloux |           | Elu pour recevoir les actes de naissance, de mariage et de décès des Citoyens |
| 1795 - ?                     | Mathieu Chalard           |           | Elu pour recevoir les actes de naissance, de mariage et de décès des Citoyens |
| 1798 - ?                     | Juthie                    |           | Elu avec le titre d'Officier Public                                           |
| 1800 - 1801                  | Clepier ou Lepier         |           |                                                                               |
| 1801 - 1804                  | Clepier ou Lepier         |           |                                                                               |
| 1804 - 1810                  | Jean Vernet               |           |                                                                               |
| 1810 - 1814                  | Mathieu Chalard           |           |                                                                               |
| 1814 - 1816                  | Jean Vernet               |           |                                                                               |
| 1816 - 1817                  | Jean Lafond               |           |                                                                               |
| 1817 - 1826                  | Claude Brunel             |           |                                                                               |
| 1826 - 1829                  | Antoine Clavelloux        |           |                                                                               |
| 1829 - 1831                  | Claude Antoine Dupuy      |           |                                                                               |
| 1831 - 1837                  | Claude Durand             |           |                                                                               |
| 1837 - 1843                  | Antoine Clavelloux        |           |                                                                               |
| 1843 - 1849                  | Antoine Lafond            |           |                                                                               |
| 1849 - 1868                  | Pierre Clavelloux         |           |                                                                               |
| 1868 - 1882                  | Jean Clavelloux           |           |                                                                               |
| 1882 - 1900                  | Pierre Vernet             |           |                                                                               |
| 1900 - 1912                  | Claude Durand             |           |                                                                               |
| 1912 - 1919                  | Mathieu Vial              |           |                                                                               |
| 1919 - 1927                  | Jacques Favier            |           |                                                                               |
| 1927 - 1944                  | Pierre Montet             |           |                                                                               |
| 1944 Comité de la Libération | Antonin Clavelloux        |           |                                                                               |
| 1947 - 1953                  | Claudius Solle            |           |                                                                               |
| 1953 - 1959                  | Henri Rival               |           |                                                                               |
| 1959 - 1969                  | P.M. Clavelloux           |           |                                                                               |
| 1969 - 1977                  | René Bonnefoux            |           |                                                                               |
| 1977 - 1983                  | Alain Fulchiron           |           |                                                                               |
| 1983 - 1989                  | René Bonnefoux            |           |                                                                               |
| 1989 - 2014                  | Michelle Granet           |           |                                                                               |
| 2014 - 2016                  | Christiane Moulin         |           |                                                                               |
| 2016 - 2017                  | Gisèle Brunel             |           |                                                                               |
| 2017 - en cours              | Hervé Peyronnet           |           |                                                                               |

## Démographie
L'évolution du nombre d'habitants est connue à travers les recensements de la population effectués dans la commune depuis 1793. Pour les communes de moins de 10 000 habitants, une enquête de recensement portant sur toute la population est réalisée tous les cinq ans, les populations de référence des années intermédiaires étant quant à elles estimées par interpolation ou extrapolation. Pour la commune, le premier recensement exhaustif entrant dans le cadre du nouveau dispositif a été réalisé en 2007.

En 2022, la commune comptait 727 habitants, en évolution de +4,76 % par rapport à 2016 (Loire : +1,32 %, France hors Mayotte : +2,11 %).
| 1793 | 1800 | 1806 | 1821  | 1831  | 1836  | 1841  | 1846  | 1851  |
| ---- | ---- | ---- | ----- | ----- | ----- | ----- | ----- | ----- |
| 900  | 839  | 928  | 1 006 | 1 175 | 1 013 | 1 325 | 1 238 | 1 036 |

| 1856 | 1861  | 1866  | 1872  | 1876  | 1881  | 1886  | 1891  | 1896  |
| ---- | ----- | ----- | ----- | ----- | ----- | ----- | ----- | ----- |
| 984  | 1 277 | 1 308 | 1 231 | 1 332 | 1 365 | 1 296 | 1 270 | 1 254 |

| 1901  | 1906  | 1911  | 1921 | 1926 | 1931 | 1936 | 1946 | 1954 |
| ----- | ----- | ----- | ---- | ---- | ---- | ---- | ---- | ---- |
| 1 255 | 1 084 | 1 035 | 988  | 830  | 851  | 841  | 720  | 710  |

| 1962 | 1968 | 1975 | 1982 | 1990 | 1999 | 2006 | 2007 | 2012 |
| ---- | ---- | ---- | ---- | ---- | ---- | ---- | ---- | ---- |
| 587  | 512  | 445  | 445  | 481  | 540  | 624  | 629  | 664  |

| 2017 | 2022 | - | - | - | - | - | - | - |
| ---- | ---- | - | - | - | - | - | - | - |
| 705  | 727  | - | - | - | - | - | - | - |

## Économie & Emploi
En 2020, la médiane du revenu de la commune est de 22 260 euros.
En 2020, le taux de chômage de la commune est de 8,6 % de la population active. Chez les jeunes de 15 à 24 ans le taux de chômage est alors de 25 %. Parmi les actifs disposant d'un travail 74 % sont des salariés.

## Culture locale et patrimoine

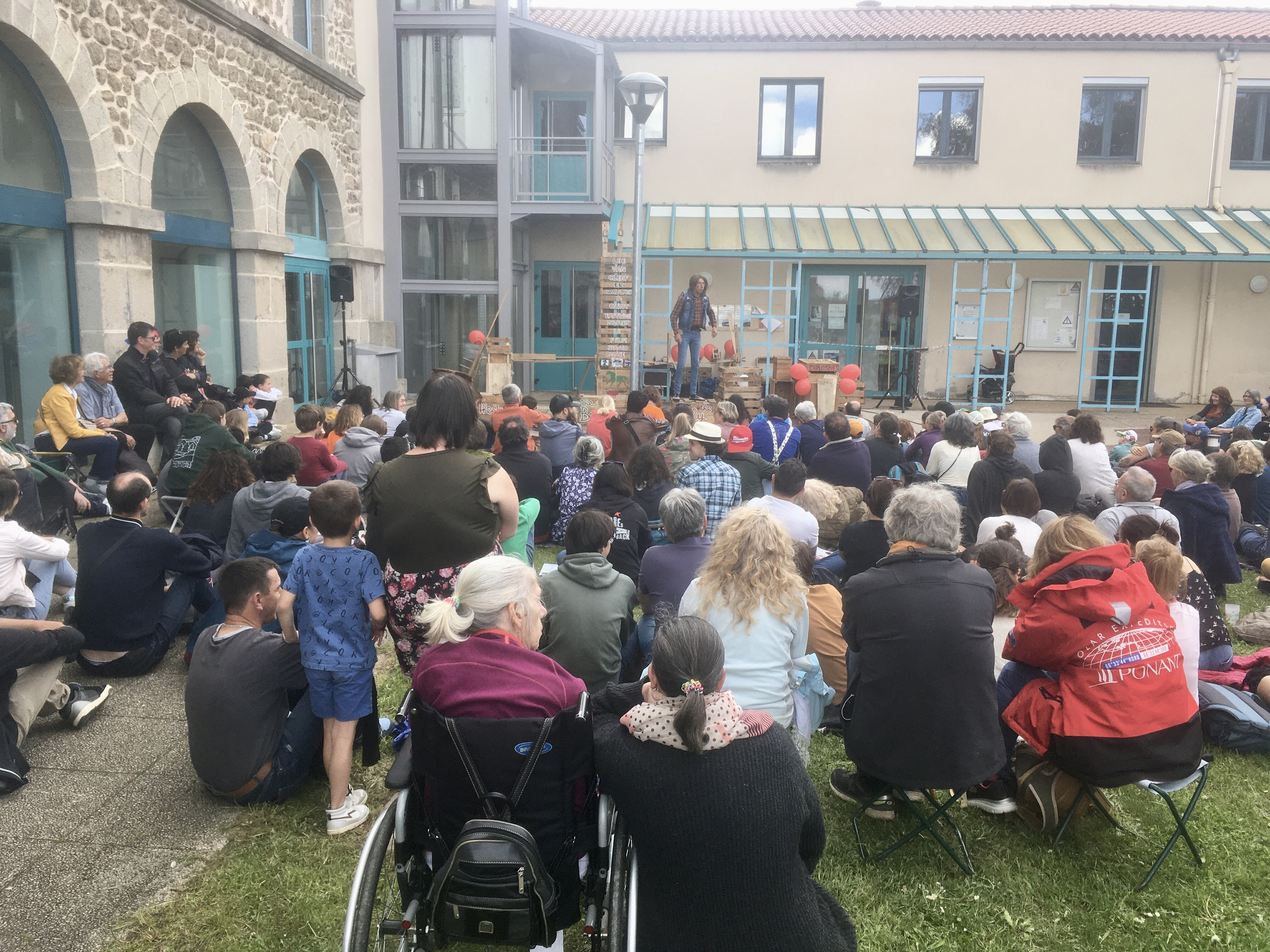
Un spectacle joué durant le festival des Monts de la Balle, en 2024.

### Monuments
- L'église Saint-Ennemond. Classé monument historique par arrêter du 29 août 1938[19]. La plus ancienne mention de l'édifice connue date de 984 (alors cité dans les possessions de l'église de Lyon[20]). Plusieurs fois reconstruite et aménagée, la principale construction date du début du XVIe siècle. Plusieurs éléments de l'édifice ou présent dans celui-ci sont également classés monument historique : statue de la Vierge à l'Enfant[21], groupe sculpté : Vierge de Pitié[22], statue de Saint Roch[23], lambris de revêtement (boiseries)[24], porte du coffre-fort de la sacristie[25], orgue de tribune : partie instrumentale de l'orgue[26],[27], statue : Saint Ennemond[28], fonts baptismaux[29].
- Une quarantaine de croix et calvaires sont présentes sur le territoire de la commune[13].
- La grande croix du jubilé de 1827 au cœur du village.
- Une statue monumentale de la Madone érigée en 1871.
- Le lycée professionnel du Haut-Forez qui se trouve au bourg du village et dans lequel des vestiges du séminaire sont visibles, comme la chapelle, en ruines. La ferme du séminaire, sa boulangerie, ont subsisté.

### Évènements
Le festival d'art de rue les Monts de la Balle a lieu le weekend de la pentecôte depuis 1996 et rassemble environ 10 000 spectateurs,.

### Personnalités liées à la commune
- Jean-Marie Vianney (1786-1859), curé d'Ars, fit une année de philosophie au petit séminaire de Verrières en 1812.
- Marcellin Champagnat (1789-1840), homme d’Église et pédagogue, suivit les cours du petit séminaire de Verrières de 1805 à 1813.
- Marcel Besson (1901-1966), joueur de rugby à XV né à Verrières, vice-champion olympique en 1924.

### Héraldique
| Blason de Verrières-en-Forez | Blason  | D'argent à la divise abaissée et ployée d'or, au sapin de sinople fûté de sable, mouvant de la pointe et brochant sur la divise, accompagné en chef d'une croix pattée de gueules à dextre et d'un dauphin d'or à senestre. |
| Blason de Verrières-en-Forez | Détails | * Il y a là non-respect de la règle de contrariété des couleurs : ces armes sont fautives (or sur argent). Le statut officiel du blason reste à déterminer.                                                                 |